# 崇右影藝科技大學
崇右影藝科技大學，創辦時稱崇右企專，後改名崇右技術學院，是臺灣的一所影藝科技大學，爲紀念于右任而成立。1967年成立，2003年改制為崇右技術學院，2017年改制為崇右影藝科技大學。至2023年，設有表演藝術系、演藝事業系、影視傳播系、時尚造型設計系四個科系。

## 外部連結
- 官方网站